# Ilha dos Bandeirantes
Ilha dos Bandeirantes är en ö i Brasilien.   Den ligger i delstaten Paraná, i den södra delen av landet, 1 000 km sydväst om huvudstaden Brasília.
Trakten runt Ilha dos Bandeirantes består i huvudsak av gräsmarker. Runt Ilha dos Bandeirantes är det mycket glesbefolkat, med 3 invånare per kvadratkilometer.